# Malin Maartman
Malin Maartman, född 8 augusti 1880 i Stockholm, död 4 maj 1907 i Stockholm, var en svensk sagoförfattare, tecknare och konstnär.
Hon var dotter till grosshandlaren Bernt Maartman och Augusta Fahlstedt och syster till Elsa Beskow. Maartman studerade vid Tekniska skolan i Stockholm. Hennes konst består av blomstermotiv, landskap och några skissartade karikatyrer och porträtt, utförda i akvarell och kol. Hon medverkade som illustratör och författare i Barnbiblioteket Saga och Rudolf Abelins Lekstugans trädgård.
Malin Maartman är begravd på Norra begravningsplatsen utanför Stockholm.